# Lexikalische Diffusion
Als lexikalische Diffusion bezeichnet man eine lautliche Veränderung, die sich allmählich über die Wörter einer Sprache ausbreitet. Ihr steht die von den Junggrammatikern postulierte Ausnahmslosigkeit der Lautgesetze gegenüber, der gemäß ein Lautwandel gleichmäßig und regelhaft auf alle anwendbaren Wörter wirkt. Beide Typen der Sprachveränderung koexistieren und stellen keine Gegensätze dar.